# Winorośl lisia
Winorośl lisia (Vitis labrusca L.) – gatunek rośliny z rodziny winoroślowatych. Jest gatunkiem specyficznym dla wschodnich terenów Stanów Zjednoczonych oraz kanadyjskiej prowincji Ontario. Daje wina o charakterystycznym aromacie, za który odpowiada m.in. antranilan metylu.
Gatunek jest bardziej odporny na szkodniki i zimno niż odmiany europejskie winorośli właściwej. W drugiej połowie XIX wieku klęska filoksery (przywleczonej z Ameryki Północnej) zniszczyła dużą część winnic europejskich. Ze względu na odporność amerykańskiego gatunku początkowo próbowano tworzyć jego krzyżówki z winoroślami europejskimi. Ostatecznie krzyżówki nie są stosowane, choć przetrwały w niektórych miejscach i są używane do produkcji winogron deserowych. Zamiast nich używa się podkładek wyhodowanych z winorośli innych amerykańskich gatunków, m.in.: winorośl wapniolubna, winorośl pachnąca i winorośl piaskowa, na których szczepi się krzewy europejskie. Podkładka nie ma wpływu na smak owoców i wina, ale może mieć wpływ na wegetację rośliny (czas dojrzewania, dostosowanie do gleby itp.).
Istnieje kilka odmian uprawnych tego gatunku:
- 'Concord' (około 80% upraw), 'Delaware' - wina czerwone, soki
- 'Niagara', 'Catawba' - wina białe